# È quasi magia Johnny: Una difficile scelta
Capricciosa Orange Road - Il film: Vorrei tornare a quel giorno (きまぐれオレンジ☆ロード あの日にかえりたい?, Kimagure Orenji Rōdo: Ano hi ni kaeritai, lett. "Capricciosa Orange Road: Vorrei tornare a quei giorni") è un film del 1988 diretto da Tomomi Mochizuki. È il primo dei due film d'animazione tratti dalla serie Orange Road di Izumi Matsumoto.
Il film rappresenta uno pseudo finale e il titolo originale, tradotto in italiano significa "Vorrei tornare a quei giorni" e fa riferimento al desiderio del protagonista Kyōsuke di tornare alla spensieratezza degli anni precedenti, nei quali i tre personaggi principali vivevano serenamente la loro amicizia. Nelle intenzioni del regista, la pellicola rappresenta una versione realistica di Orange Road, in cui non ci sono spazio né per le gag né per i poteri ESP. Secondo quanto rivelato nel pamphlet dato in omaggio alla proiezione del film, si tratta a tutti gli effetti di un mondo parallelo rispetto alla serie TV. 
Il film è stato proiettato il 1º ottobre 1988 nelle sale giapponesi, mentre in Italia è stato trasmesso da Mediaset dal 18 al 20 maggio 1994 diviso in tre puntate dal titolo È quasi magia Johnny: Una difficile scelta, con un doppiaggio eseguito dalla Merak Film di Milano e diretto da Donatella Fanfani che mantiene il cast del primo doppiaggio della serie televisiva, realizzato dalla stessa Mediaset; questa versione presenta alcune censure e utilizza gli stessi nomi localizzati dei personaggi usati nel predetto doppiaggio. Il film è stato poi ridoppiato da Yamato Video e distribuito il 7 aprile 2023 sul canale Anime Generation di Prime Video con il titolo Capricciosa Orange Road - Il film: Vorrei tornare a quel giorno. Il ridoppiaggio, eseguito dalla X-Trim Solutions di Milano con la direzione di Federico Zanandrea e Massimo Di Benedetto, presenta un adattamento fedele all'originale e mantiene i nomi giapponesi dei personaggi; il cast è lo stesso degli OAV ridoppiati da Yamato Video tra il 2006 e il marzo 2023, e comprende molti doppiatori della versione Mediaset.

## Trama
Dopo che Madoka ha scoperto che Kyōsuke è stato il suo primo amore, i due sono arrivati alla fine delle scuole superiori e si preparano alle prove d'ammissione per entrare all'Università. Dopo anni di esitazioni e titubanze, Kyōsuke Kasuga decide finalmente di fare una scelta fra le due ragazze che provano sentimenti per lui, ovvero la seducente Madoka Ayukawa e la sua migliore amica la piccola Hikaru Hiyama, con cui teoricamente è già fidanzato. Ciò nonostante Kyōsuke decide di farsi coraggio, rompere con Hikaru e dichiararsi a Madoka, con cui finalmente si fidanza. Tuttavia Hikaru non prenderà bene la decisione e non si rassegnerà alla decisione di Kyōsuke, che dovrà mostrarsi più duro di quanto abbia mai fatto in vita sua. Alla fine Hikaru riuscirà a trovare nella recitazione nei musical la ragione per andare avanti.

## Colonna sonora
Sigla di chiusura
- Ano sora wo dakishimete (あの空を抱きしめて?), di Kanako Wada

Canzoni interne
- Tori no youni (鳥のように?), di Kanako Wada
- Futashikana I LOVE YOU (不確かなＩ ＬＯＶＥ ＹＯＵ?), di Kanako Wada